# Небезпечна справа
Небезпечна справа (англ. A Dangerous Affair) — американський детектив режисера Едварда Седжвіка 1931 року.

## У ролях
- Джек Голт — лейтенант Мак-Генрі
- Ральф Грейвз — Воллі Кук
- Селлі Блейн — Марджорі Рендольф
- Сьюзен Флемінг — Флоренс
- Бланш Фредерічі — Летті Рендольф
- Едвард Брофі — Нельсон
- Девітт Дженнінгс — редактор
- Тайлер Брук — Гарвей
- Вільям В. Монг — Лайнел
- Фред Сентлі — Том
- Сідні Брейсі — Планкетт
- Чарльз Міддлтон — Таппер
- Естер М'юїр — Пеггі